# عبدالحمید مجیدی آهی
دکتر عبدالحمید مجیدی آهی (۱۲۷۷ تهران - ۱۳۶۰) جراح، استاد دانشگاه و نماینده مجلس شورای ملی بود.
پدرش ابوالقاسم ملاک و کارمند دولت بود و او را پس از تحصیلات مقدماتی و ابتدائی به روسیه فرستاد. دوره متوسطه را آنجا گذرانید، سپس به سویس و آلمان رفت و در رشته پزشکی درس خواند. پس از بازگشت به ایران در دانشکده پزشکی استخدام شد. چندی ریاست بهداری راه‌آهن و مدتی ریاست بخش جراحی بیمارستان رازی با او بود و در دانشکده پزشکی استاد کرسی بالینی مامایی شد.
دکتر آهی در دوره‌های هجدهم و نوزدهم مجلس شورای ملی نماینده بابل بود.